# Phare de Capo Vaticano
Le phare de Capo Vaticano (en italien : Faro di Capo Vaticano) est un phare actif situé à Capo Vaticano, une frazione de la commune de Ricadi (Province de Vibo Valentia), dans la région de Calabre en Italie. Il est géré par la Marina Militare.

## Histoire
Le phare a été construit en 1870 mais seulement mis en service en 1885 sur un raide promontoire séparant le golfe de Sainte-Euphémie au nord et le golfe de Gioia Tauro au sud. Il est entièrement automatisé et alimenté par le réseau électrique.

## Description
Le phare est une tour cylindrique en maçonnerie de 8 m de haut, avec galerie et lanterne, au fronton d'une maison de gardien d'un étage. Le bâtiment est peint en blanc et le dôme de la lanterne est gris métallique. Utilisant toujours sa lentille de Fresnel d'origine, il émet, à une hauteur focale de 108 m, quatre éclats blancs de 0,2 seconde par période de 20 secondes. Sa portée est de 24 milles nautiques (environ 44 km) pour le feu principal et 18 milles nautiques (environ 33 km) pour le feu de veille.
Identifiant : ARLHS : ITA-047 ; EF-2708 - Amirauté : E1762 - NGA : 9704 .

## Caractéristiques dufeu maritime
Fréquence : 20 secondes (W-W-W-W)
- Lumière : 0,2 seconde
- Obscurité : 3,1 secondes
- Lumière : 0,2 seconde
- Obscurité : 9,9 secondes

|               |
| Capo Vaticano |

|                  |
| Golfe de Calabre |

### Lien connexe
- Liste des phares de l'Italie